# Facultad de Ciencias Económicas (Universidad Nacional de Córdoba)
La Facultad de Ciencias Económicas es una de las facultades de la Universidad Nacional de Córdoba, ubicada en la Ciudad Universitaria, en Córdoba, Argentina. Anteriormente Escuela, en 1946 fue elevada al rango de Facultad. Es una de las facultades más pobladas, cuenta con aproximadamente 15.000 alumnos de grado, 600 alumnos de postgrado, 500 docentes e investigadores y 120 empleados no docentes, pasantes y contratados. 

## Carreras
Actualmente se dictan cinco carreras de grado en la Facultad de Ciencias Económicas (UNC)
- Contador Público
- Licenciatura en Administración
- Licenciatura en Economía
- Profesorado en Ciencias Económicas
- Licenciatura en Gestión Universitaria

## Antecedentes históricos
La Facultad de Ciencias Económicas comienza a funcionar el 23 de octubre de 1946. Es continuadora de la Escuela de Ciencias Económicas, creada en el año 1935 por impulso e iniciativa del Dr. Benjamín Cornejo, quien fue su primer director.

## Sede
El edificio de la Facultad de Ciencias Económicas se ubica en el Boulevard Enrique Barros sin número. Pertenece a la primera etapa de ampliación de la Ciudad Universitaria de Córdoba, que se había habilitado a partir de 1957. Diseñada por el arquitecto Jorge Sabaté durante el primer gobierno peronista, los pabellones originales de la Ciudad Universitaria fueron pequeños y de estilos pintoresquistas, y sólo el Pabellón Argentina se destacó por su gran tamaño.
Debido a esta escasez de espacios, rápidamente la Universidad Nacional de Córdoba debió construir nuevos edificios que respondieran a las necesidades de una cantidad de estudiantes que ya superaba lo planificado diez años atrás. Los arquitectos Taranto-Díaz García-Hobbs-Revol Luque-Arias estuvieron a cargo de los modernos pabellones de las facultades de Ciencias Exactas, Físicas y Naturales y de Ciencias Económicas, en el año 1962.

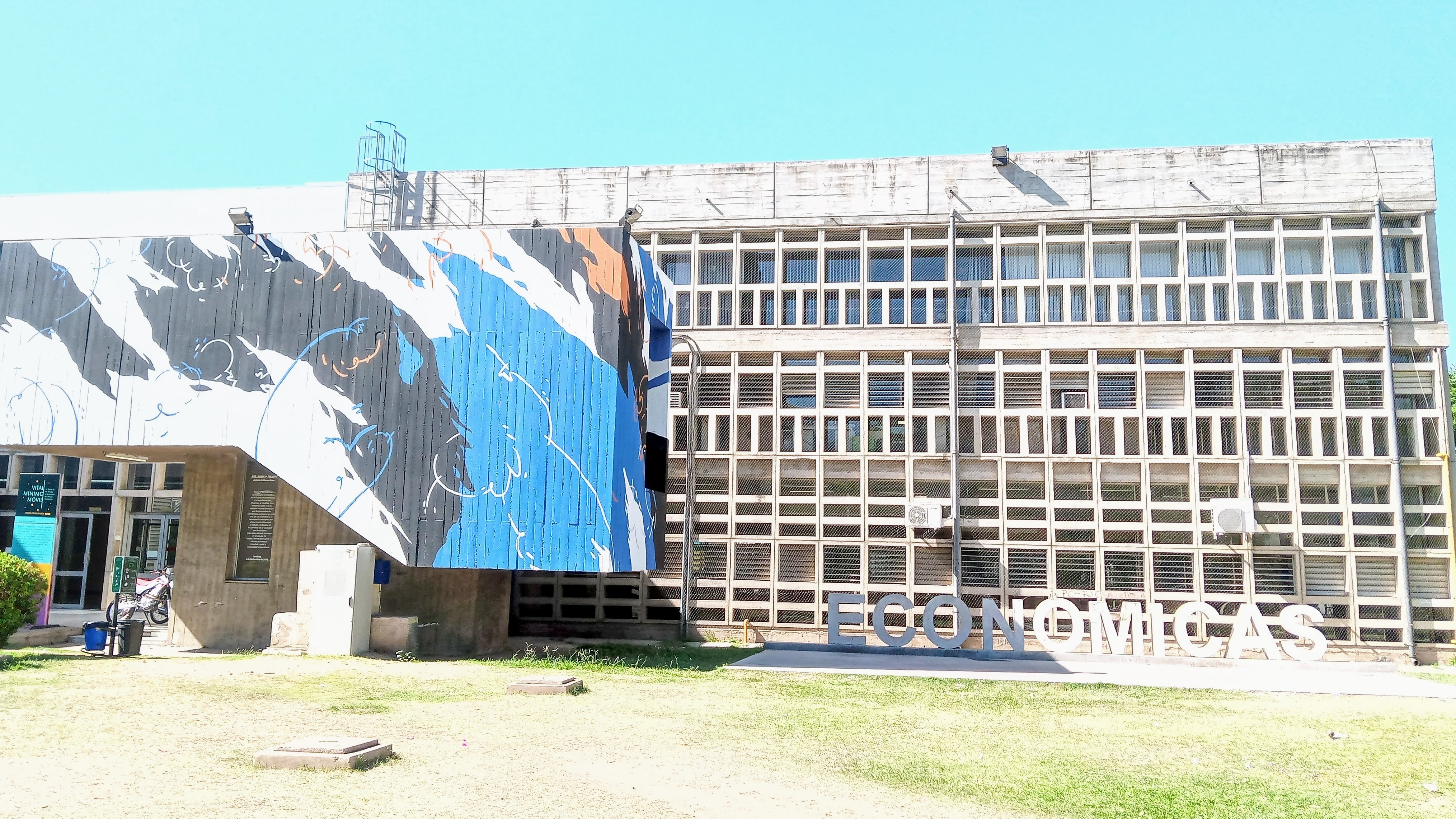
Facultad de Ciencias Económicas.

El pabellón de la Facultad de Ciencias Económicas fue inaugurado el viernes 15 de abril de 1966 con la presencia del por ese entonces Presidente de la Nación, Dr. Arturo Umberto Illia, y bajo el Decanato del Dr. Camilo Dagum y el Rectorado del Ing. Eduardo Cammisa Tecco. El de Ciencias Económicas se transformó en uno de los primeros edificios de arquitectura moderna pensados para la Universidad Nacional de Córdoba. En la década siguiente le seguirían el Instituto de Matemática, Astronomía y Física (IMAF, actual Facultad de Matemática, Astronomía, Física y Computación), también diseñado por los mismos arquitectos, y otros pabellones modernos.

## Organización
El Gobierno de la Facultad está a cargo del Consejo Directivo y del Decano.
El Consejo Directivo está formado por nueve personas que constituyen la representación del claustro docente y está compuesto de: tres profesores titulares o asociados, tres adjuntos y tres auxiliares graduados. La representación del claustro de estudiantes está constituida por seis alumnos de la facultad que tengan aprobado, por lo menos, un tercio del número de años de su carrera o un tercio del número total de materias establecidas en el plan de estudios. La representación del claustro de egresados está conformada por dos consejeros. La representación del personal no docente está conformada por un consejero titular y su respectivo suplente.
El decano representa a la facultad en sus relaciones con las autoridades universitarias y con las entidades científicas. El decano y el vicedecano duran tres años en sus funciones y pueden ser reelegidos.
La Facultad tiene las siguientes autoridades (período 2025-2028):
- Decano: Dr. Ricardo Luis Descalzi
- Vicedecano: Dr. Martín Omar Saino
- Secretario General: Lic. Lautaro Blatto
- Subsecretaria General: Cra. Mariana Guardiola
- Secretario de Administración: Esp. Pablo Roberto Juri
- Secretaria de Asuntos Académicos: Mgter. Natacha Beltrán
- Subsecretaria de Asuntos Académicos: Esp. Norma Bertoldi
- Secretaria de Asuntos Estudiantiles: Lic. Eliana Córdoba
- Secretaria de Ciencia y Técnica: Dra. María Inés Stímolo
- Secretario de Extensión: Lic. Juan Saffe
- Subsecretaria de Extensión: Dra. Carola Jones
- Directora de la Escuela de Graduados: Dra. María Luisa Recalde
- Prosecretaria de Desarrollo y Evaluación Institucional: Dra. Patricia Caro
- Prosecretaria de Internacionalización, Innovación y Vinculación Tecnológica: Dra. María Cecilia Gáname

## Centro de Estudiantes
Está integrado por alumnos de la Facultad y tiene por objetivo acompañar a los estudiantes durante el cursado de la carrera, asesorar acerca de diversos aspectos de la vida universitaria, representarlos frente a diversas situaciones que puedan presentarse en la cotidianeidad de su vida de estudiante como así también a nivel institucional a través de representantes estudiantiles que forman parte del Consejo Directivo de la Facultad. Actualmente el Centro de Estudiantes es conducido por la agrupación estudiantil Franja Morada.